# 1 + 2 + 4 + 8 + …

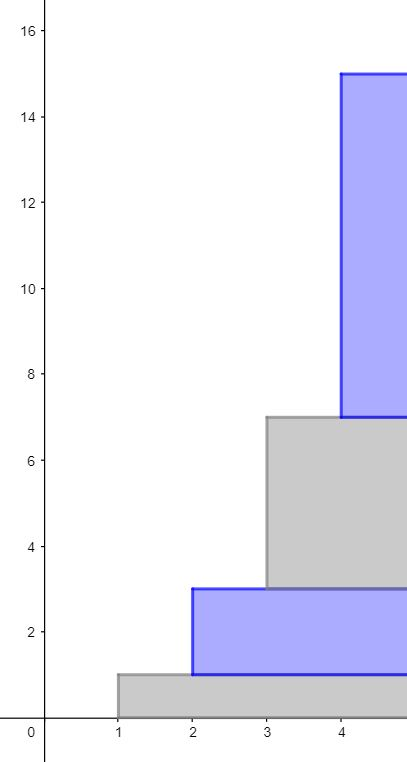
1+2+4+8+... 的部分和。

在数学领域，1 + 2 + 4 + 8 + … 是一个无穷级数，它的每一项都是2的幂。作为几何级数，它以 1 为首项，2 为公比。
{\displaystyle \sum _{k=0}^{n}2^{k}.}
作为实数级数，他发散到无穷，所以在一般意义下它的和不存在。
如果以代數運算的方式來計算這個數列的和，雖然可以得到∞以及-1這兩個值，但這必須在更廣泛的意義中才能成立。
在历史和数学教育，1 + 2 + 4 + 8 + …是正项发散几何级数的一个基本例子。许多结果和争论引出了许多类似级数，其他的例子如2 + 6 + 18 + 54 + …。

## 求和
1 + 2 + 4 + 8 + … 的部分和数列是 1, 3, 7, 15, …，由于该数列发散到无穷，所以部分和数列也发散到无穷。因此任何通常求和方法得到的和将是无穷，包括切萨罗求和法和阿贝尔求和法。
另一方面，有一种广义方法使得 1 + 2 + 4 + 8 + … 的和为有限值 -1。相应的幂级数
{\displaystyle f(x)=1+2x+4x^{2}+8x^{3}+\cdots +2^{n}{}x^{n}+\cdots ={\frac {1}{1-2x}}}
的收敛半径为 1/2，因此它在 x = 1 时不收敛。然而，这样定义的函数 f 在去掉点 x = 1/2 后，具有到复平面唯一的解析开拓，并且具有相同的形式 f(x) = 1/(1 − 2x)。由于 f(1) = −1，原级数 1 + 2 + 4 + 8 + … 是可求和的 (E)，其和为 −1，并且 -1 是级数的(E)和。（此標識方式是由戈弗雷·哈羅德·哈代參考萊昂哈德·歐拉在无穷級數上的研究而得）
用几乎完全相同的方法可以考虑系数为 1 的幂级数，例如：
{\displaystyle 1+y+y^{2}+y^{3}+\cdots ={\frac {1}{1-y}}}
并用 y = 2 代入。当然这两个级数可由关系式 y = 2x 等价转换。
事实上(E)和为1 + 2 + 4 + 8 + …分配了一个有限值，这表明广义方法不是完全符合惯例的。另一方面，他具有某些求和法可取的性质，包括稳定性和线性性质。这些后面的两个公理实际上强制级数的和为 -1，因此它令下面的操作有效：
{\displaystyle {\begin{array}{rcl}s&=&\displaystyle 1+2+4+8+\cdots \\[1em]&=&\displaystyle 1+2(1+2+4+8+\cdots )\\[1em]&=&\displaystyle 1+2s\end{array}}}
在某种意义下，s = ∞ 是方程 s = 1 + 2s的一个解（例如∞是黎曼球上莫比乌斯变换z → 1 + 2z 的两个不动点之一）。如果某种已知的求和方法返回一个常数s，例如不是∞，那么这是容易确定的。在这种情形下s可能由方程的两边消去，得到 0 = 1 + s，所以 s = −1。

## 更多资料
- Barbeau, E.J., and P.J. Leah. . Historia Mathematica. May 1976, 3 (2): 141–160. doi:10.1016/0315-0860(76)90030-6.
- Euler, Leonhard. . Novi Commentarii academiae scientiarum Petropolitanae. 1760, 5: 205–237  [2009-10-25]. （原始内容存档于2013-09-26）.
- Ferraro, Giovanni. . Annals of Science. 2002, 59: 179–199. doi:10.1080/00033790010028179.
- Kline, Morris. . Mathematics Magazine. November 1983, 56 (5): 307–314  [2009-10-25]. doi:10.2307/2690371. （原始内容存档于2019-08-21）.
- Sandifer, Ed.  (PDF). How Euler Did It. MAA Online. June 2006  [2009-10-25]. （原始内容存档 (PDF)于2013-03-20）.
- Sierpińska, Anna. . Educational Studies in Mathematics. November 1987, 18 (4): 371–396. doi:10.1007/BF00240986.